# Santos Futebol Clube de Angola
Santos Luanda – angolski klub piłkarski z siedzibą w mieście Luanda. Klub został założony w 2002. Zespół nigdy nie zdobył mistrzostwa Angoli.

## Sukcesy
- Puchar Angoli (1 raz): 2008
- Superpuchar Angoli (1 raz): 2009

## Stadion
Klub rozgrywa swoje mecze na Estádio do Santos, który pomieścić może 17 000 widzów.